# Sancergues
Sancergues és un municipi francès, situat al departament de Cher i a la regió de Centre – Vall del Loira. L'any 2007 tenia 698 habitants.

## Demografia

### Població
El 2007 la població de fet de Sancergues era de 698 persones. Hi havia 336 famílies, de les quals 128 eren unipersonals (48 homes vivint sols i 80 dones vivint soles), 112 parelles sense fills, 72 parelles amb fills i 24 famílies monoparentals amb fills.
La població ha evolucionat segons el següent gràfic:
Habitants censats

### Habitatges
El 2007 hi havia 449 habitatges, 338 eren l'habitatge principal de la família, 51 eren segones residències i 60 estaven desocupats. 386 eren cases i 60 eren apartaments. Dels 338 habitatges principals, 197 estaven ocupats pels seus propietaris, 134 estaven llogats i ocupats pels llogaters i 7 estaven cedits a títol gratuït; 12 tenien una cambra, 51 en tenien dues, 71 en tenien tres, 115 en tenien quatre i 89 en tenien cinc o més. 264 habitatges disposaven pel capbaix d'una plaça de pàrquing. A 178 habitatges hi havia un automòbil i a 102 n'hi havia dos o més.

### Piràmide de població
La piràmide de població per edats i sexe el 2009 era:
| Homes | Edats   | Dones |
| ----- | ------- | ----- |
| 0     | 95 o +  | 0     |
| 0     | 90 a 94 | 8     |
| 8     | 85 a 89 | 8     |
| 12    | 80 a 84 | 12    |
| 20    | 75 a 79 | 28    |
| 32    | 70 a 74 | 20    |
| 32    | 65 a 69 | 12    |
| 8     | 60 a 64 | 60    |
| 16    | 55 a 59 | 8     |
| 28    | 50 a 54 | 24    |
| 24    | 45 a 49 | 16    |
| 32    | 40 a 44 | 40    |
| 16    | 35 a 39 | 28    |
| 24    | 30 a 34 | 4     |
| 24    | 25 a 29 | 24    |
| 28    | 20 a 24 | 20    |
| 28    | 15 a 19 | 16    |
| 20    | 10 a 14 | 8     |
| 8     | 5 a 9   | 8     |
| 12    | 0 a 4   | 12    |

## Economia
El 2007 la població en edat de treballar era de 393 persones, 288 eren actives i 105 eren inactives. De les 288 persones actives 257 estaven ocupades (134 homes i 123 dones) i 31 estaven aturades (16 homes i 15 dones). De les 105 persones inactives 42 estaven jubilades, 22 estaven estudiant i 41 estaven classificades com a «altres inactius».

### Ingressos
El 2009 a Sancergues hi havia 349 unitats fiscals que integraven 719,5 persones, la mediana anual d'ingressos fiscals per persona era de 15.645 €.

### Activitats econòmiques
Dels 58 establiments que hi havia el 2007, 1 era d'una empresa extractiva, 2 d'empreses alimentàries, 2 d'empreses de fabricació d'altres productes industrials, 6 d'empreses de construcció, 9 d'empreses de comerç i reparació d'automòbils, 6 d'empreses de transport, 3 d'empreses d'hostatgeria i restauració, 6 d'empreses financeres, 2 d'empreses immobiliàries, 7 d'empreses de serveis, 9 d'entitats de l'administració pública i 5 d'empreses classificades com a «altres activitats de serveis».
Dels 17 establiments de servei als particulars que hi havia el 2009, 1 era una oficina d'administració d'Hisenda pública, 1 gendarmeria, 1 oficina de correu, 3 oficines bancàries, 2 funeràries, 1 taller de reparació d'automòbils i de material agrícola, 2 guixaires pintors, 1 fusteria, 1 lampisteria, 2 perruqueries i 2 agències immobiliàries.
Dels 7 establiments comercials que hi havia el 2009, 1 era una botiga de més de 120 m², 2 fleques, 1 una fleca, 1 una llibreria, 1 una botiga de roba i 1 una joieria.
L'any 2000 a Sancergues hi havia 8 explotacions agrícoles que ocupaven un total de 1.152 hectàrees.

## Equipaments sanitaris i escolars
El 2009 hi havia 1 psiquiàtric i 1 farmàcia.
El 2009 hi havia 1 escola maternal i 1 escola elemental. Sancergues disposava d'un col·legi d'educació secundària amb 219 alumnes.

## Poblacions més properes
El següent diagrama mostra les poblacions més properes.